# Patrik Kühnen
Patrik Kühnen (Püttlingen, 11 de fevereiro de 1986) é um ex-tenista profissional alemão.